# Набережная Орсе (фильм)
Набережная Орсе (фр. Quai d'Orsay) — французская кинокомедия 2013 года, поставлена режиссёром Бертраном Тавернье. Лента является адаптацией одноименного французского комикса Кристофа Блена и Антонина Бодри. Премьера состоялась 27 августа 2013 году на Кинофестивале франкоязычного кино в Ангулеме. Кинолента была показана на Международном кинофестивале в Сан-Себастьяне в конкуренции за приз «Золотая раковина». В январе 2014 на 39-й церемонии премии «Сезар», фильм был номинирован в 3-х категориях, в одной из которых за лучшую мужскую роль второго плана, и Нильс Ареструп одержал победу.

## Сюжет
Артур Вламинк — молодой выпускник Национальной школы администрации. В жизни ему часто везло, вот и на этот раз, сразу после выпуска, ему удалось устроиться на престижную работу и занять такую должность, о которой мечтают многие его сверстники. Он становится ответственным за вещание в Министерстве иностранных дел, которое находится в Париже на Набережной Орсе. На самом деле в его обязанности входит написание речей министру де Вормсу. Министр постоянно привлекает внимание женского пола, но не только своей должностью и финансовым положением, но и личными качествами, импозантной внешностью и харизматичностью.
Благодаря тому, что у начальника Артура веселый нрав, ему не приходится скучать на работе, но его немного наивные представления о том, что происходит в государственных учреждениях, со временем изменяются. Артур увидел воочию и испытал на себе все прелести нахождения в высших кругах общества. Также ему пришлось прилагать значительные усилия, чтобы занять свое место в окружении политика, учиться ладить с другими людьми, работающими на министра и всегда быть начеку, поскольку интриги, сплетни и моральные подножки в его новом окружении оказались довольно частым явлением.

## В ролях
| Актёр            | Роль                     |
| ---------------- | ------------------------ |
| Тьерри Лермитт   | Александр Теярд де Вормс |
| Рафаэль Персонас | Артур Вламинк            |
| Нильс Ареструп   | Клод Мопа                |
| Джейн Биркин     | Молли Хатчинсон          |
| Жюли Гайе        | Валери Дюмонтей          |